# Хронологија протеста против корупције у Србији 2024—2025.
Дана 1. новембра 2024. године у 11.52 часова надстрешница Железничке станице у Новом Саду се урушила и усмртила 16 особа. Ова хронологија прати студентске и грађанске протесте у Србији након пада надстрешнице.

## Новембар 2024.

#### 5. новембар
Члан Председништва Српске напредне странке (СНС) Горан Весић поднео је оставку на место министра грађевинарства, саобраћаја и инфраструктуре. Истог дана у Новом Саду одржан је протест поводом пада надстрешнице Железничке станице, када је на лицу места погинуло 14 особа. На почетку скупа је испред Железничке станице одржан минут ћутања за све страдале.
Затражене су оставке премијера Србије Милоша Вучевића и градоначелника Новог Сада Милана Ђурића, као и да сви одговорни за несрећу буду кажњени. Потом су учесници скупа кренули у шетњу и стигли до Градске куће коју су засули црвеном фарбом и испустили испред улаза цистерну за отпадну воду. Сами учесници овог догађаја су том приликом изјавили да тиме желе да испусте фекалије на градску власт. О томе су и опозициони новинари са лица места извештавали, а што су и саме власти касније тврдиле да је испуштена фекална канализација. Док је човек који је испустио цистерну на саслушању касније тврдио да је вода из зрењанинског водовода. Демонстранти су покушали да уђу у Градску кућу. Пробијали су и оштетили врата и свуда по зидовима Градске куће остављали трагове крваве шаке. Такође су бачене запаљиве бакље које су изазвале мањи пожар унутар Градске куће. Жандармерија је спречила улазак у Градску кућу, тако што је демонстранте засипала сузавцем из саме зграде.

#### 8. новембар
Организована је блокада саобраћаја на Варадинском мосту у Новом Саду. Активисти су позвали окупљене на протест у Београду у понедељак, 11. новембра.

#### 11. новембар
Парламентарна опозиција организовала је протест испред зграде Владе Србије. После обраћања говорника, окупљени су кренули у кратку протестну шетњу до зграде Председништва, где су поновљени захтеви за оставком премијера Милоша Вучевића. Представници опозиције су најавили да ће захтеве предати и Скупштини.

#### 15. новембар
На позив опозиције, грађани Новог Сада су у 11.52 часова стајали 14 минута у тишини на местима на којима су се затекли у знак солидарности са породицама страдалих.

#### 17. новембар
Једна од троје пацијената тешко повређених услед обрушавања надстрешнице преминула је у Клиничком центру Војводине.

#### 21. новембар
По налогу ВЈТ у Новом Саду ухапшено 11, а касније током дана још 1 особа, због трагедије поводом обрушавања надстрешнице Железничке станице у Новом Саду. Између осталог, ухапшени и задржани су: бивши министар Горан Весић, в.д директор Инфраструктуре железнице Србије Јелена Танасковић, бивши директор Инфраструктура железнице Србије Небојша Шурлан и помоћник министра грађевинарства, саобраћаја и инфраструктуре Анита Димоски.

## Децембар 2024.

### Почетак студентских блокада
Студенти и професори Факултета драмских уметности (ФДУ) окупили су се 22. новембра у непосредној близини факултета како би одали почаст погинулима у Новом Саду. Како је скуп био пријављен надлежним органима, полиција је исти морала да обезбеђује, међутим полиција није била присутна, а окупљене студенте је напала група људи, међу којима су били и високи функционери владајуће партије. Студенти ФДУ су 25. новембра на пленуму изгласали блокаду факултета, захтевајући да МУП поднесе кривичне пријаве тужилаштву против лица која су физички напала студенте и професоре. Блокаду је касније подржало и наставно-уметничко-научно веће факултета.

#### 2. децембар
Студенти су блокирали Архитектонски, Филолошки, Филозофски и Хемијски факултет у Београду, Филозофски факултет у Новом Саду, као и зграду Ректората Универзитета у Београду.

#### 3. децембар
Студенти Физичког, Математичког, Факултета за физичку хемију, као и Факултета политичких наука у Београду су такође изгласали блокаде својих факултета.

#### 4. децембар
Студентским блокадама су се придружили Биолошки факултет и Факултет спорта и физичког васпитања у Београду, као и Академија уметности у Новом Саду.

#### 5. децембар
Студенти су на пленумима својих факултета изгласали блокаду Географског и Машинског факултета у Београду, а студенти Филолошко-уметничког факултета у Крагујевцу (ФИЛУМ) изгласали су блокаду која је ступила на снагу следећег дана.

#### 6. децембар
Блокадама су се прикључили Економски, Факултет организационих наука (ФОН), Грађевински, Технолошко-металуршки (ТМФ), Факултет ликовних уметности, као и Електротехнички факултет (ЕТФ) у Београду, чији је почетак блокаде 6. децембра изгласан од стране студената ЕТФ-а на пленуму одржаном два дана раније. Истог дана блокадама су се придружили и Природно-математички (ПМФ) и Правни факултет у Новом Саду, као и Филозофски факултет у Нишу.

#### 9. децембар
Улазак у блокаду су изгласали и студенти Правног, Шумарског, Пољопривредног, Саобраћајног, Рударско-геолошког и Факултета безбедности, а у блокаду су истог дана ушли и студенти Фармацеутског факултета у Београду, који су улазак у блокаду изгласали дан раније. Истог дана, у блокаду су ушли и студенти Факултета техничких наука (ФТН) и Технолошког факултета у Новом Саду, као и Природно-математичког факултета у Нишу. Тог дана је на пленуму Факултета примењених уметности у Београду изгласана блокада, која је ступила на снагу следећег дана. На основу одлуке коју су донели 9. децембра, студенти Факултета музичке уметности у Београду су се 11. децембра придружили студентским блокадама, чиме је блокиран и последњи факултет Универзитета уметности у Београду.

#### 10. децембар
Блокаде су почеле на Факултету за образовање учитеља и васпитача у Београду, Факултету уметности у Нишу, и Економском факултету у Суботици, чија је блокада изгласана на пленуму дан раније.
Наставно-научно веће Грађевинског факултета уз Београду је навело да одговорно тврди да је ванредни професор металних конструкција  др Милан Спремић неосновано притворен поводом случаја обрушавања надстрешнице. Након покретања оптужног предмета од стране ВЈТ, са Грађевинског факултета у Београду у фебруару 2025 је изјављено да Спремић не може бити одговоран јер током стручне контроле Идејног пројекта конструкције (за шта је Решењем био задужен), није могао имати сазнања о намери да се изводе радови на надстрешници, с обзиром на то да у Идејном пројекту конструкције, нису били предвиђени радови на постојећој носећој конструкцији објекта, нарочито не на надстрешници.

#### 11. децембар
У блокаду су ушли и Факултет за специјалну едукацију и рехабилитацију (ФАСПЕР), Медицински факултет, као и Факултет ветеринарске медицине у Београду који је улазак у блокаду изгласао на пленуму дан раније. Своје факултете су 11. децембра блокирали и студенти Техничког факултета у Бору, Медицинског факултета у Новом Саду, Електронског факултета у Нишу, као и Природно-математичког факултета (ПМФ) у Крагујевцу. Председник Србије Александар Вучић је истог дана најавио ванредно обраћање јавности из зграде Председништва, испред које су се током обраћања окупили демонстранти и правили буку. Председник је током обраћања изјавио да су сви захтеви студената испуњени и том приликом показао неколико регистратора са документацијом о реконструкцији железничке станице, која ће бити постављена на интернет страници Владе Републике Србије, како би је учинио доступном јавности по захтеву студената.  Испуњење захтева су у свом саопштењу исте вечери демантовали су студенти ФДУ.

#### 12. децембар
Изгласане су блокаде на Стоматолошком факултету у Београду, Педагошком факултету у Сомбору, али и на Факултету заштите на раду и Факултету спорта и физичког васпитања у Нишу. Студенти Пољопривредног факултета у Новом Саду блокирали су 12. децембра свој факултет на основу одлуке коју су донели на пленуму који је одржан дан раније, а истог дана је у блокаду ступио и Факултет спорта и физичког васпитања у Новом Саду, чиме су блокирани сви државни факултети у Новом Саду. Студенти и грађани су у вечерњим часовима, непосредно пред почетак главне информативне емисије Дневник 2, одржали протест испред зграде РТС-а, изражавајући незадовољство о извештавању јавног сервиса о блокадама и протестима, као и начину на који су пренесени њихови захтеви.
Више јавно тужилаштво у Новом Саду је издало саопштење да је поводом случаја обрушавања надстрешнице формирало оптужницу против 12 лица која сматра одговорним.

#### 13. децембар
На пленумима Машинског и Грађевинско-архитектонског факултета у Нишу студенти су изгласали улазак у блокаде. Истог дана је изгласана блокада и на Православном богословском факултету у Београду, чиме су званично блокирани сви факултети Универзитета у Београду.

#### 16. децембар
У блокаде су ушли и студенти Високе здравствене школе у Београду, такође и Факултет инжењерских наука у Крагујевцу, Факултет техничких наука у Чачку, као и Економски, Правни и Медицински факултет у Нишу, чиме су блокирани сви факултети Универзитета у Нишу.

#### 17. децембар
Факултет медицинских наука у Крагујевцу ушао је у блокаду на основу одлуке коју су студенти донели на пленуму одржаном дан раније. У блокаду су ушли и Технички факултет у Зрењанину, Правни и Економски факултет у Крагујевцу, чиме су блокирани сви државни факултети у Крагујевцу.

#### 18. децембар
Студенти Факултета педагошких наука у Јагодини блокирали су факултет на основу одлуке коју су донели на пленуму одржаном два дана раније.
Крајем месеца, блокаде својих факултета изгласали су и студенти Педагошког факултета у Ужицу и Педагошког факултета у Врању.
Студенти у блокади су своје захтеве конкретизовали крајем децембра.

#### 21. децембар
Вучић је у интервјуу изјавио да „ако [он] жели, [може] да пошаље специјалце Кобре на студенте и они би их разбацили за 6–7 секунди“. Уједно је рекао да су студенти изманипулисани од стране професора. Ова изјава је наишла на широка исмевања и изазвала је стварање мимова код студената, исмевајући Вучића и његову фразу „разбацати“, будући да „Кобре” нису задужене за растеривање масе.

### Први велики протест на Славији у Београду

#### 22. децембар
Као одговор на нападе хулигана који су нападали и вређали демонстранте на блокадама саобраћајница, студенти, пољопривредници и грађани организовали су 22. децембра протест на Тргу Славија у Београду. Невладина организација Архив јавних скупова  је да је скупу присуствовало између 100.000 и 102.000 људи, што представља највећи протест у Београду и Србији по присуству у до тада, док је МУП проценио да је присуствовало 28.000-29.000 људи . Такође, протестовало се и у Нишу и Крагујевцу.

#### 25. децембар
Студенти су донели 1.000 писама у канцеларију Врховног јавног тужиоца Загорке Доловац у којима су је позивали да испуни студентске захтеве и да „почне да ради свој посао“. Истог дана, радници Безбедносно-информативне агенције незванично су посетили мајку једног од студената у блокади, на њеном радном месту. Она је овај потез протумачила као „претњу и притисак”. Други организатори су наводно добијали телефонске позиве да дођу у канцеларије агенције „на пријатељски разговор”, али званични позиви нису уручени. У вечерњим сатима је испред Градске куће у Ужицу протестовало преко 2.000 људи. Локална власт угасила је уличну расвету испред зграде, али су демонстранти донели преносни агрегат.

#### 27. децембар
Демонстранти су блокирали пут у Ивањици. Инцидент се догодио када је возач својим аутомобилом у пуној брзини прошао кроз окупљену гомилу. Када се његово возило зауставило, окупљени демонстранти су га напали, међутим, одмах га је заштитила прикривена полиција која је стајала у близини и дозволила му да напусти подручје без правних последица. Истог дана, 200 запослених у РТС-у потписало је петицију подршке протестима.

#### 29. децембар
Власт је јавно оптужила осам хрватских студената Факултета електротехнике и рачунарства Свеучилишта у Загребу, који су били у посети колегама студентима у Београду, да су дошли да подрже протесте и оперишу у име хрватске обавештајне агенције СОА. Имена хрватских студената објављена су без њихове сагласности у провладиним медијима, а по изласку из Србије од стране српске граничне полиције дали су им поклон у виду алкохолних пића, уз напомену да „поздраве колеге из СОА”. Хрватски премијер Андреј Пленковић описао је Вучићеву тврдњу као „смешну”.

#### 31. децембар
Вучић је објавио постојање „лојалистичке фракције” у оквиру Српске напредне странке, чијих је „17.000 чланова у тајности положило крвну заклетву да никада неће пактирати са присталицама претходног режима”, те да су „проруски оријентисани” и „мало сувише екстремни за [његов] укус”. Открио је и да је међу члановима и његов брат Андреј Вучић. Ова изјава изазвала је доста дебате: према неким аналитичарима, она није усмерена на демонстранте, већ на невољније чланове СНС, док су други изразили сумњу да Вучић може да окупи 17.000 лојалних активиста. Група грађана потписала је петицију којом се тражи званична полицијска истрага о постојању „лојалиста”.
Студенти у блокади дочекали су Нову годину у тишини у Београду, Новом Саду, Нишу и Крагујевцу. У Београду су у колони од Пионирског парка дошли до Студентског трга где су од 23.52 часова одржали 15 минута тишине за настрадале у паду надстрешнице на Железничкој станици у Новом Саду. Новосадски студенти су по доласку на Трг слободе, где су их дочекали грађани, развили црни флор око Градске куће.

## Јануар 2025.

#### 1. јануар
Новосађани су се окупили у 11.52 часова на раскрсници код Железничке станице Нови Сад, како би обележили два месеца од трагедије и одали пошту жртвама са 15 минута тишине. Студенти Пољопривредног факултета, средњошколци и грађани су такође на 15 минута блокирали саобраћај у центру Земуна.

#### 2. јануар
Дана 2. јануара, 15 минута ћутања је продужено на 29: додатних 12 за убијене у пуцњави на Цетињу у Црној Гори и два за жртве убијене у Ариљу 1. јануара. Акција је поновљена 3. јануара у Новом Саду на блокади Варадинског моста и у другим градовима. Студенти Електротехничког, Архитектонског, Машинског, Грађевинског и Правног факултета у Београду такође су наредних дана блокирали угао Улице краљице Марије и Рузвелтове улице на 29 минута.

#### 5. јануар
Студенти Правног, Електротехничког, Архитектонског, Машинског, Грађевинског факултета у Београду, којима су се придружили грађани, блокирали су од 11.52 до 12.07 часова угао Булевара краља Александра и Београдске улице. Матуранти Гимназије „Јован Јовановић Змај” окупљени у пленуму најавили су крај блокаде за 9. јануар.
Првих неколико дана у 2025. години су протести студената настављени уз учешће пољопривредника и просветних радника. За време божићних празника протести су били паузирани.

### Ширење протеста по Србији

#### 10. јануар
Грађани, средњошколци и студенти су одали пошту страдалима на више локација у Новом Саду, Београду, Шапцу, Јагодини, Нишу, Зрењанину, Чачку, Ужицу и другим градовима. Студенти Универзитета уметности организовали су протест под слоганом „Дођи на Мостар ако имаш петљу”. После окупљања испред Палате правде, студенти су блокирали саобраћај на Мостарској петљи и на мосту Газела у Београду. Студенти у блокади су се оградили од свих политичких странака и организација.

#### 11. јануар
Студенти су организовали скуп испред просторија Безбедносно-информативне агенције у Новом Саду. Истог дана је одржан и протест у Крагујевцу.

#### 12. јануар
Одржан је протест испред Уставног суда у Београду. Слоган протеста је био „Битно је да имаш (у)став!” чиме су студенти, како су навели, желели да укажу који се све чланови Устава крше.

#### 16. јануар
За време петнаестоминутне блокаде на раскрсници Улице краљице Марије и Рузвелтове улице, десио се инцидент када је аутомобил покушао да прође блокаду преко тротоара. Додавши нагло гас аутомобил је ударио и подигао једну студенткињу Правног факултета на кров. Возач је наставио да вози, носећи девојку на крову неколико десетина метара, након чега је она пала на асфалт и задобила озбиљне повреде главе. Возач је побегао возилом са лица места, али га је полиција убрзо пронашла и ухапсила. ВЈТ у Београду је овај случај окарактерисало као „убиство у покушају”. Студенти и грађани су се исто дана окупили у више градова широм Србије због овог инцидента. У Београду су студенти у блокади организовали протестну шетњу од Правног факултета до Републичког јавног тужилаштва, захтевајући кривичну одговорност за повређивање колегинице. Окупљени су скандирали „Нећете нас газити!”. У Краљеву, родном месту повређене студенткиње, демонстранти су се окупили испред Градске куће и просторија СНС. У Крагујевцу су студенти Универзитета у Крагујевцу протестовали испред Скупштине града. Протести су одржани и у Новом Саду, Нишу, Прокупљу, Вршцу, Суботици, Ваљеву, Ужицу, Руми, Крушевцу и Зрењанину. Неколико позоришта је отказало представе за тај дан.

#### 17. јануар
Студенти, средњошколци и грађани су се окупили испред зграде Радио-телевизије Србије (РТС) у Београду, захтевајући објективно извештавање о студентским протестима и блокадама факултета. Назив протеста, „Наше право да знамо све”, алузија је на слоган РТС „Ваше право да знате све”. Протест је почео одавањем поште страдалима у Новом Саду. Студенти су симболично донели велику макету сендвича на поклон директору РТС-а Драгану Бујошевићу.

### Стање у средњим и основним школама

#### 19. јануар
Дан пред почетак другог полугодишта у основним и средњим школама, одржан је протест подршке просветним радницима под називом „Школски час у задњи час”. У Београду су ђаци и студенти, заједно са просветним радницима, протестовали испред зграде Министарства просвете. Протести су одржани и у Нишу, Новом Саду, Крагујевцу, Чачку, Ваљеву, Ужицу, Шапцу, Крушевцу, Сремској Митровици, Ћићевцу и другим местима.

#### 20. јануар
У многим средњим, али и основним школама широм Србије, без обзира на одлуку главних Синдиката запослених у просвети који су изгласали наставак школске године и обуставу наставничког штрајка, настава није одржавана, након отпочињања другог полугодишта. Поједине школе су наставиле штрајк. Наиме велики број наставника, посебно у Београду и Новом Саду, био је незадовољан одлуком Синдиката просветара за наставак другог полугодишта јер су сматрали да су главни руководиоци синдиката то одлучили без већинске сагласности наставника, те многе школе нису испоштовале одлуку. Један део школа уопште није радио и наставници нису држали наставу, други део школа је радио у законском штрајку, који подразумева часове од 30 минута, трећи део је школа потпуно нормално радио, док у појединим школама један део наставника један део наставника је обуставио наставу, док је други део радио . Министарство просвете приоритетно је желело је да уведе стање у школама у нормално, те је слало просветне инспекције у школе како би утврдили чињенично стање и направиле инспекцијски надзор. У многим школама инспекције су наишле на отпор окупљених наставника, родитеља, садашњих и бивших ђака, али и других грађана, те нису били у могућности да изврше инспекцијски надзор. Овакво стање, у различитом интензитету од школе до школе, трајало је до краја априла 2025.
Министарство просвете позвало је школе да умање обрачуне плате оним просветним радницима који су штрајковали ван законских оквира.

### Генерални штрајк и митинг СНС

#### 24. јануар
Крајем јануара месеца студенти у блокади су позвали на једнодневни генерални штрајк 24. јануара уз паролу „Све мора да стане” као и „Србија мора да стане”. Међутим, осим установа културе, појединих наставника у просвети и мањег броја објеката из области угоститељских и услужних делатности, није било другог значајнијег одзива на овај позив. Позиви за генерални штрајк су понављани и у наредном периоду. Од већег значаја је био једино штрајк адвоката који су обуставили свој рад на 30 дана, почетком фебруара 2025.
Током протестне шетње на Новом Београду једно возило којем су редари протеста дали јасан знак да сачека док се улицом крећу демонстранти, додало је нагло гас покушавајући да прође кроз масу. Том приликом је студенткиња из редарске службе која се налазила испред аутомобила оборена, повредивши главу о ивичњак. Након тога, демонстранти су опколили возило и демолирали га. Полиција у цивилу, која је била у близини ухапсила је младу девојку која је управљала возилом.  ВЈТ у Београду је и ово дело, као и оно у Рузвелтовој улици од 16. јануара, окарактерисало као „убиство у покушају”. Виши суд у Београду у мају је одбацио овакав оптужни предлог, те је тужилаштво преиначило оптужницу у „тешко дело против опште сигурности”.
У Јагодини је истог дана у 11.52 часова одржано 15 минута тишине за настрадале у трагедији у Новом Саду. Неколико сати касније је на истом месту одржан митинг Српске напредне странке (СНС). У градској општини Вождовац у Београду, мештани су покушали да физички зауставе аутобус који је возио присталице СНС за Јагодину. Присталице СНС су у Јагодину дошле организованим аутобусима из целе државе. Поред председника државе Александра Вучића, на митингу су били и министри у Влади и страначки функционери. Председник Вучић је изјавио да жели мир и стабилност, да „деца треба да иду у школе”, те да „неће санкционисати Русију, нити било који други пријатељски народ”. Најавио је и формирање новог политичког Покрета за народ и државу.

### Блокада Аутокоманде
Два инцидента гажења студенткиња од 16. и 24. јануара довели су до широке осуде у друштву и до омасовљења студентског покрета. Студенти у блокади су 24. јануара позвали на протест 27. јануара „Под нашом (Ауто)командом”, који обухвата двадесетчетворочасовну блокаду раскрснице и кружног тока код Аутокоманде у Београду.

#### 25. јануар
Председник Србије Александар Вучић, затражио је од полиције да обезбеђују блокаде и скупове, иако су, како је навео, незаконити јер нису пријављени, како им ниједан аутомобил не би могао прићи.
У преподневним сатима 25. јануара, преко 650 мотоциклиста из различитих бајкерских клубова окупило се у Београду, где су уручили донације студентима који су блокирали Факултет драмских уметности, а затим кренули у центар града, у знак подршке студенткињи која је била прегажена. Њихов протест почео је са 15 минута ћутања, одајући почаст жртвама урушавања надстрешнице. Пољопривредници из градова и села око Новог Сада формирали су колоне и са својим тракторима кренули ка граду. Њихов прокламовани циљ је био да паркирају тракторе испред студената који протестују и тако их заштите од могућих напада. У близини Руменке, пољопривреднике је блокирала јединица Жандармерије, опремљена средствима за борбу против нереда, и забранила им је даље кретање. Пољопривредницима су у помоћ притекли студенти из Новог Сада и јединица се на крају повукла. До кампуса у Новом Саду стигло је око 30 трактора. Протестовали су и грађани Младеновца, Пирота, Пријепоља, Смедерева, Сврљига, Вршца и Зрењанина.

#### 26. јануар
Пољопривредници из Банатског Новог Села са својим тракторима кренули су ка Београду. Њихов циљ је био да довезу храну студентима који блокирају београдски Пољопривредни факултет и да испред факултета оставе најмање 10 трактора као штит од могућих напада. Пољопривредници су у послеподневним часовима стигли до факултета
Бајкери су организовали протест у Крагујевцу, одајући помен жртвама са 15 минута ћутања. Грађани су протестовали и у Нишу, Суботици, Варварину и Зајечару.

#### 27. јануар
Ујутро 27. јануара, студенти, бајкери, грађани и пољопривредници на тракторима блокирали су раскрсницу Аутокоманде у центру Београда. Блокада је почела са традиционалних 15 минута ћутања и трајала је 24 часа. Десетине хиљада грађана присуствовало је блокади; ученици су играли одбојку и друштвене игре, правили роштиљ. Саобраћајна полиција је током блокаде обезбеђивала све прилазе Аутокоманди. Сутрадан су студенти почистили раскрсницу за собом, чиме је протест на Аутокоманди завршен. Истовремено, грађани су протестовали у Прокупљу и Куршумлији.

### Оставка премијера Вучевића и градоначелника Новог Сада Ђурића
Током ноћи уочи 28. јануара, у Новом Саду је група студената лепила плакате и налепнице у циљу рекламирања следећег великог протеста. Налепнице су лепљене у близини једног СНС страначког одбора, након чега су присталице владајуће Српске напредне странке изашле из одбора и напале са металним шипкама и палицама студенте, јурили их улицама и нанели тешке телесне повреде једној студенткињи која је одмах одведена у болницу.

#### 28. јануар
Председник СНС Милош Вучевић поднео је оставку на место председника Владе због инцидента од претходне ноћи. Оставку је поднео и градоначелник Новог Сада Милан Ђурић. Нови протести одржани су у Новом Саду, Нишу и Београду поводом инцидента. Иако је Вучевић поднео оставку у јавности 28. јануара, према члану 20 Закона о Влади, оставка ступа на снагу када буде „примљена к знању” од стране Народне скупштине. На првој наредној седници Скупштине 4. марта, усвојена је оставка Председника владе, те је од тада влада ушла у технички мандат до избора нове.

#### 29. јануар
Грађевински инжењери су организовали протест 29. јануара, подржавајући студенте и тражећи од Министарства грађевинарства да измени Закон о планирању и изградњи и именује стручњаке на кључна места у надлежним институцијама.

## Фебруар 2025.

#### 1. фебруар
Под слоганом „Ћутања је доста! 1. 2. на сва 3 моста”, одржан је велики протестни скуп у Новом Саду на позив студената. Током протеста блокирана су сва 3 моста на 3 сата у Новом Саду, а Мост слободе на 27 часова. На скупу су говорили глумци, новинари и познати водитељи. Група студената која је кренула пешице из Београда била је поздрављана од стране мештана насеља кроз која су пролазили, а на крају су свечано дочекани и у самом Новом Саду. Овакво пешачење у наредном периоду постало је саставни део свих већих протеста које су одржавали студенти у другим градовима Србије.

### Сретнимо се на Сретење

#### 15. фебруар
Поводом Дана државности Србије, одржан је студентски протест у Крагујевцу. Скуп под називом Сретнимо се на Сретење, са симболиком Сретењског устава, трајао је 15 сати. За време протеста, Лепенички булевар у Крагујевцу је био блокиран. Многи студенти су ишли пешке, а неки су прешли и до 150 километара да би присуствовали. Велики број возила је такође пристигао у град, а присуствовало је неколико десетина хиљада људи. Демонстранти су се окупили и на Тргу Републике у Београду у знак подршке скупу у Крагујевцу. Следећег дана, око 300 таксиста одвезло се у Крагујевац да превезе студенте кући, где су срдачно дочекани. Наредни велики протест студенти су најавили за 1. март у Нишу.
Председник Републике Србије Александар Вучић је истог дана одржао митинг поводом Дана државности у Сремској Митровици, на ком је протесте описао као „најпрљавију обојену револуцију у историји човечанства” и тврдио да су стране силе уложиле три милијарде евра да сруше његову владу. На скупу је акламацијом усвојена и „народна декларација о Војводини”. Извршни одбор Удружених гранских синдиката „Независност” саопштио је да су запослени у јавном сектору били под притиском да присуствују провладином скупу. На скупу је, према процени невладине организације Архив јавних скупова, било између 21.000 и 23.000 људи.

#### 18. фебруар
Пољопривредници који су протестовали у Рачи, упали су у зграду локалне општине и претили да је неће напустити, захтевајући ниже порезе и оставке локалних званичника. Пољопривредници су изразили и подршку студентима у блокади.

#### 19. фебруар
У Краљеву су опозициони одборници на неколико сати блокирали рад Скупштине града, а на градоначелника Предрага Терзића бачена су јаја због његових увредљивих порука путем друштвених мрежа на рачун протестаната. Један опозициони одборник је приведен, а градоначелник је евакуисан уз помоћ полиције.

#### 20. фебруар
Одржан је протест код Вуковог споменика у Београду, где је одржано 15 минута ћутања. Скупу који су организовали грађани општина Стари град, Савски венац, Палилула, Звездара и Врачар, као и организација „Устала је Устаничка“, присуствовало је близу 14.000 грађана.

#### 21. фебруар
Студенти, просветни радници, и грађани Пријепоља су одржали скуп сећања на 15 изгубљених живота у Новом Саду. Протесту су присуствовали студенти Универзитета у Новом Пазару, на чији захтев је 15 минута ћутања продужено до 16 у знак сећања на Ернада Бакана, студента из Новог Пазара који је 2019. током студија у Београду настрадао на пешачком прелазу од аутомобила. Демонстранти су казну изречену возачу оценили као благу. Додатни протести одржани су тог дана у Чачку, Ивањици и Љигу. Током дванаесточасовне блокаде у Чачку, пленум студената и грађана гласао је за бојкот РТС-а и најавио да ће пешке отићи на скуп у Нишу 1. марта. Студенти техничког смера Михајло Пупин у Зрењанину, који су претходног дана напустили град са циљем да оду пешице до Вршца, срдачно су дочекани у селима Велике Греде, а касније и у Пландишту, где су и преноћили.

#### 24. фебруар
Жарко Мићин је 24. фебруара изабран од стране Скупштине града за новог градоначелника Новог Сада, а за њега је гласало 45 одборника. Опозиција је бојкотовала седницу, сматрајући да избор градоначелника из редова СНС није по вољи грађана, те је позвала грађане да се окупе и искажу незадовољство поводом избора новог градоначелника. Испред Скупштине града налазила се полиција и жандармерија, што је довело до сукоба са грађанима који су протестовали. Демонстранти су покушали да уђу у скупштину и гађали су полицију и зграду јајима, црвеном бојом, јогуртом, брашном и тоалет папиром, што је изазвало више полицијских интервенција како би их спречили да уђу у зграду. Полиција је саопштила да је током протеста повређено пет полицајаца и демантовала наводе да су опозициони одборници били спречени да присуствују седници. Мићин је у свом обраћању истакао опредељење да буде градоначелник за све Новосађане и дао приоритет инспекцији свих зграда у власништву града како би се спречиле будуће трагедије. Истог дана, СНС је организовала скуп у Србобрану у локалном позоришту коме је присуствовао и премијер у оставци Милош Вучевић. Грађани су се окупили испред места и извиждали Вучевића. У селу Цветке, код Краљева, окупљени мештани су гађали јајима градоначелника Краљева Предрага Терзића који је посетио село.

#### 27. фебруар
Ученици Пете београдске гимназије блокирали су своју школу, протестујући поводом именовања нове директорке школе, због, како наводе, њених веза са СНС. Ученици су звиждали у пиштаљке, викали и исмевали нову директорку када је дошла у школу да преузме дужност. Снимке су пренели сви медији, а председник Вучић је након тога оценио да је то најјезивије сведочанство српске садашњице, те да се он диви директорки Данки Нешовић, која мора да трпи психички и физички терор од стране ученика Пете београдске гимназије 

## Март 2025.

### Студентски едикт

#### 1. март
У Нишу је 1. марта одржан још један велики протест у организацији студената. Окупило се десетине хиљада студената и грађана из целе земље, који су са 15 минута ћутања обележили четири месеца од урушавања надстрешнице. Позивајући се на Милански едикт римског цара Константина Великог рођеног у Нишу, студенти су израдили и представили „Студентски едикт”, који садржи одредбе о слободи, држави, правди, младости, достојанству, знању, солидарности и будућности. Бројни грађани Ниша су осим хране и послужења нудили и бесплатан смештај студентима из других делова Србије, који су дошли у Ниш. Једина опозициона општина у Србији, градска општина Медијана понудила је студентима симболично кључеве општине Медијана. Овај гест су студенти одбили, јер како су навели, њихови захтеви још нису испуњени. Студенти су на скупу у Нишу позивали на следећи велики скуп у Београду 15. марта. Након протеста, колоне таксиста из разних градова Србије бесплатно су враћале студенте својим кућама.
Грађани су протестовали и у Инђији, где је мушкарац претио демонстрантима ножем. Истог дана, у вечерњим информативним емисијама, РТС је емитовао вести о нишком протесту пре него што је емитовао званичну изјаву председника Вучића. Провладини таблоиди су такво извештавање окарактерисали као „медијски државни удар” и оптужили РТС да се понаша као да га „контролишу студенти”.

#### 2. март
Студенти и средњошколци из Горњег Милановца су блокирали Ибарску магистралу. Блокада је трајала од 11 до 16 часова. У Београду су грађани блокирали Плави мост, који повезује насеља Коњарник и Медаковић, како би изразили подршку захтевима студената. У Крупњу су мештани протестовали због доласка Милоша Вучевића, који је присуствовао трибини СНС у том граду. Неформално удружење просветних радника „Уједињено образовање Србије”, које подржава протесте у Србији, најавило је да ће професори и наставници кренути у „просветну штафету”, акцију под називом „Корак до слободе” током које ће од 3. до 6. марта препешачити око 160 километара од Београда до Чачка, где ће се одржати велики протест просветних радника.
Истог дана, говорећи на скупу СНС у Бору, председник Вучић је критиковао извештавање РТС са студентског протеста у Нишу, назвавши новинара нишког дописништва „имбецилом”. Вучић се касније извинио што је новинарку РТС-а  назвао „имбецилом", а РТС је осудио ту изјаву председника. Одређени новинари и медијски радници из Ниша, њих 46, најавили су да одбијају Вучићево извињење и поручили да неће пратити нити извештавати о његовим активностима док се не упути примерено извињење.

#### 3. март
Синдикат полиције „Слога” је изразио подршку „Студентском едикту” усвојеном 1. марта у Нишу, описујући ово као манифест борбе за институције које треба да служе грађанима, а не интересима појединаца. Новосадско струковно полицијско удружење „Др Рудолф Арчибалд Рајс” упутило је отворено писмо министру унутрашњих послова Ивици Дачићу у којем изражава забринутост због „забрињавајуће праксе у којој полиција, уместо да примењује закон и штити јавни ред и мир, постаје жртва политичких калкулација”. Неколико запослених у јавно-комуналним предузећима у Новом Саду говорило је медијима о наводном губитку посла након што су отворено подржали протесте.

#### 4. март
На првој седници пролећног заседања Народне скупштине Србије, одржаној 4. марта 2025, посланик опозиције Мирослав Алексић је изјавио да је тог јутра констатована оставка Вучевића и Владе Србије, наводећи да се то ради без расправе и гласања, што повлачи да даље нема ни министара, нити предлога закона од стране владе. Додао је да због тога опозиција тражи да се све тачке дневног реда, осим оне које се тичу високог образовања, повуку. Према члану 278. скупштинског пословника, оставка председника владе се на првој следећој седници констатује без претреса и о томе се не одлучује, што према једном тумачењу значи да је од тада званично почео технички мандат Вучевићеве владе, без обзира што је то било предвиђено у склопу последње тачке дневног реда. С обзиром на то да председница Народне скупштине Ана Брнабић није уважила овакво тумачење, опозиција је покушала да прекине седницу Народне скупштине бацањем димних бомби, активирањем противпожарног апарата и прскањем бибер спрејом.

### Догађаји пред протест „15. за 15” у Београду

#### 6. март
Окупљање у Пионирском парку у Београду, који се налази испред Председништва Србије, а преко пута Дома Народне скупштине почело је 6. марта 2025. године, када је група која се назвала „Студенти који желе да уче”, односно „Студенти 2.0”, поставили шаторе и организовала свој камп. Они су тад изнели својих пет захтева, укључујући наставак наставе на факултетима и мораторијум на студентске кредите и повећање броја испитних рокова. Њих је наредних дана примио председник Вучић, похвалио је њихове захтеве, али је рекао да он није у могућности да испуни захтеве око повратка наставе у том тренутку. Подршку „студентима који желе да уче” у њиховом кампу дали су и професори и декани који нису присталице блокада, људи из света политике, посебно чланови Српске напредне странке.
У наредним данима, провладини медији извештавали су о доласку нових „студената који желе да уче” у Пионирски парк. Од стране присталица протеста, ова група у Пионирском парку је окарактерисана као група која је организована од стране Српске напредне странке.  Долазило је до свакодневних провокација, увреда, чарки, претњи учесницима кампа, али без већих сукоба, с обзиром на знатан број униформисане полиције и полиције у цивилу која се налазила у парку. Након пар дана од успостављања кампа, око целог Пионирског парка је постављена метална ограда, ради безбедности учесника кампа, а слободан улаз у парк дозвољен је на неколико отворених улаза.

#### 9. март
Председник Вучић је изјавио да очекује да ће опозиционе снаге на митингу у Београду 15. марта организовати „велико насиље” и да ће сви који буду у томе учествовали бити ухапшени. Спекулисало се и са опасношћу од напада на државне институције које се налазе у центру града, иако тачна локација одржавања протестног скупа тада није била објављена.

#### 10. март
Један од лидера опозиције, народни посланик и председник Еколошког устанка Александар Јовановић Ћута за лист Време је навео да Вучић жели да се изазивају инциденти, како би то искористио као разлог да уведе ванредно стање у земљи и тиме забрани даље протесте и окупљања.
Стотине студената из правца Ужица, Чачка, Ниша и Суботице кренуло је пешице ка Београду, са намером да присуствују протесту „15. за 15” и подигну свест о својој борби.
Током гостовања председника Александра Вучића на Радио-телевизији Србије (РТС), у оквиру којег је говорио о најављеном протесту за 15. март и могућности избијања нереда услед великог броја људи испред Народне скупштине, водитељка је изјавила: „Значи, не треба рачунати на добру вољу руље.” Упркос накнадној допуни у којој је навела да „студенти нису руља”, изјава је изазвала негативне реакције у јавности и послужила као повод за блокаду зграде РТС-а у Београду. Блокаду су организовали студенти, а трајала је 22 сата, од 10. до 11. марта.
Демонстранти су се окупили и испред РТВ Крагујевац у знак подршке блокади РТС-а у Београду. РТС је навео да ће сутрадан емитовати програм из свог другог студија у Кошутњаку.

#### 11. март
Посебну пажњу опозиционих медија привукао је долазак пензионисаних припадника некадашње Јединице за специјалне операције (ЈСО), Ресора државне безбедности Србије, који су поставили зелене шаторе у оквиру кампа студента који хоће да уче. Изјавили су да се противе блокадама државе, те да су ту да дају подршку групи студената који желе да уче као и да су дошли да их заштите од провокација којима су били изложени.
Син председника Сједињених Америчких Држава Доналд Трамп Млађи посетио је Београд и интервјуисао председника Александра Вучића у згради Председништва Србије за свој подкаст. Изразио подршку Вучићевој политици.

#### 12. март
У знак солидарности са захтевима студената и њиховим протестима широм Србије, студенти и средњошколци из Ваљева кренули су у протестну шетњу до Београда ујутру 12. марта да би се придружили протесту у Београду. Увече су стигли у Лазаревац, где су их дочекали мештани и обезбедили им смештај. Студенти који су из Крагујевца кренули пешке за Београд стигли су у Рачу 12. марта увече. На улазу су их дочекали трактористи, и уприличили им свечани дочек уз фолклорну приредбу. Професори Медицинског факултета у Београду изгласали су генерални штрајк са почетком 17. марта.
Емитовани су снимци и сведочања која указују да већина „студената који желе да уче” у кампу у Пионирском парку нису студенти, већ плаћени статисти.

#### 13. март
Председник Александар Вучић је затражио од „студента који желе да уче” да се због њихове безбедности привремено повуку из Пионирског парка, што су они одбили.
Протестовали су и пољопривредници у Богатићу и грађани у Смедереву, позивајући на долазак у Београд 15. марта.
На неколико телевизија је емитован тајно снимљени аудио снимак из просторија Покрета слободних грађана у Новом Саду, у ком одређена група чланова ове странке и покрета „Став” разматрају акције које планирају да изведу на протесту 15. марта. У снимку се помиње насилни улазак у Народну скупштину, насилни улазак у РТС, прекидање програма РТС, бацање молотовљевих коктела, разбијање улаза чекићима, контакти са другим насилним групама и Синдикатом војске. Део групе је ухапшен 14. марта у Новом Саду, док се други део групе са снимка налазио у иностранству.

#### 14. март
Велики број трактора, углавном без регистарских ознака, појавио се око Пионирског парка. Део трактора је уочи протеста био демолиран, избушене су им гуме, исечен доток горива, разбијена стакла. 
Портпарол Канцеларије УН за људска права Џереми Лоренс позвао је власт у Србији да дозволи да се протест одржи без неоправданог мешања. Европско јавно тужилаштво (EPPO), на челу са Лауром Кодруцом Кевеси, саопштило је да истражује потенцијалну злоупотребу ИПА фондова ЕУ у вези са железничком станицом у Новом Саду.
Народна скупштина је затворена до 17. марта из „безбедносних разлога”.
Због анонимних дојави о постављеној бомби на железници, ниједан воз у целој држави није саобраћао од 14.3. до 16.3. протеста, што је у опозиционој јавности протумачено као покушај да се отежа долазак људи на протест у Београд.
Увече су студенти који су пешачили су стигли у Београд. Грађани Београда приредили су им свечани дочек на улицама у центру града. Како је саопштио МУП, доласку студената присуствовало је 31.000 људи.

### 15. за 15

#### 15. март
У Београду је испред Дома Народне скупштине Републике Србије и на тргу Славија, одржан протест под називом „15. за 15”. Протест је окарактерисан у јавности, али и у домаћим и страним медијима, као највећи протест у модерној историји Србије. Забележено је више инцидената, попут туча и бацања бакљи. Већина грађана разишла се до 23 часа.
Протесту је присуствовало велики број студената са свих универзитета, ветерана 63. падобранске бригаде и бајкера који су помагали студентском обезбеђењу, и грађана који су дошли из целе земље. Студенти, као организатори, прогласили су протест завршеним након обраћања са бине на Славији. Такође су тврдили да су флаше и камење бацани на демонстранте из провладиног кампа „Студенти 2.0” у близини Скупштине, што је довело до краткотрајних тензија између демонстраната и полиције, без ескалације насиља.
У 19 часова и 11 минута, за време одавања поште страдалима у Новом Саду, дошло је до паничног разилажења међу демонстрантима у Улици краља Милана. Одређени опозициони политичари и аналитичари су исте вечери након протеста тврдили да се радило о употреби звучног топа, што је прихватио и део јавности који подржава протесте. Министарство унутрашњих послова (МУП) је убрзо негирало те наводе.
Постоји неколико процена о броју учесника протеста: МУП је проценио 107.000, војна служба 88.000, док је процена Безбедносно-информативне агенције била између процена војске и полиције. Невладина организација Архив јавних скупова је проценила да је било између 275.000 и 325.000 присутних „са могућношћу да је број и већи“.
Председник Србије Александар Вучић у обраћању у вечерњим сатима изјавио да је на протесту повређено 56 људи, ухапшене 22 особе, а да нико није задобио повреде опасне по живот.

#### 16. март
Прво основно јавно тужилаштво у Београду је формирало предмет и наложило Министарству унутрашњих послова да утврди да ли је 15. марта употребљено пиротехничко средство, звучно оружје или друго опасно средство које је могло да доведе у опасност живот и тело окупљених грађана. Контроверзе око овог случаја довеле су две недеље касније до петог захтева студената у блокади.
Многи демонстранти су након протеста пријавили да су осетили различите тегобе, попут вртоглавице, аритмије и губитка слуха.. Студенти су навели да су грађани задобили и ортопедске повреде изазване стампедом након наводне употребе звучног оружја.

#### 17. март
Студенти у блокади Медицинског факултета Универзитета у Београду одржали су скуп „Ургентно испред Ургентног”. Протестну шетњу започели су од Ургентног центра, а завршили је испред зграде Министарства здравља. Студенти су захтевали од Универзитетског клиничког центра Србије да објави тачан број оних који су се јавили Ургентном центру после инцидента 15. марта, с обзиром да је у Ургентном центру у Београду објављено да је након протеста примљено укупно 23 особе, које су, „осим повреда, имале углавном главобољу, вртоглавицу, омаглицу, несвестицу, повишен притисак, алкохолизовано стање”. Универзитетски клинички центар је оштро осудио протест испред здравствене установе, због буке која је стварана у кругу болнице. Студенти су навели да здравствена делатност није била блокирана и да пацијенти нису били угрожени, као и да је протест протекао „у апсолутном миру и тишини”.
У Обреновцу незадовољни грађани окупили су се испред зграде општине након што је на друштвеним мрежама пуштен видео снимак на којем чланови општинске управе напуштају Пионирски парк у Београду где су давали подршку „Студентима 2.0”. Демонстранти су гађали јајима улазна врата општине и њене запослене. Помоћник градоначелника Драган Блажић Вивак погођен је испред зграде са неколико јаја у главу, а затим пљуван, шамаран и понижаван од стране једног демонстранта. Након инцидента ухапшено је шест демонстраната.

### Зборови грађана
На позив „студената у блокади” дошло је у другој половини марта до формирања „зборова грађана”. Зборови грађана су се формирали углавном на основу територијалне припадности (најчешће по општинама или градским насељима). Студенти су уживо и путем друштвених мрежа обучавали грађане како да сазивају, воде, предлажу и гласају на својим зборовима. У односу на укупан број становника средине, сам одзив грађана на заказане зборове није био велик, те су зборови грађана окупљали мање групе проактивних грађана који су на даље организовано преко збора узимали учешће у будућим протестним акцијама. Зборови су формирали јединствене канале комуникације путем којих би грађани могли да се повезују и размењују информације.

#### 19. март
Први забележен збор грађана одржан на Врачару у Београду.

#### 21. март
Министарка државне управе и локалне самоуправе Јелена Жарић Ковачевић је указала да зборови грађана немају никакав легитимитет, нити да могу доносити било какве обавезујуће одлуке. Констатовала је да се зборови грађана неретко претварају у отворени терор над институцијама, насиље, физичке нападе и агресију над локалним руководством и запосленим службеницима у јединицама локалне самоуправе.

#### 24. март
Зборови на Звездари у Београду су покушали да уђу на седницу Скупштине градске општине Звездара, како би извршили притисак на локалне органе власти.
Збор грађана Пирота је прогласио Александра Вучића personom non grata.

#### 27. март
Збор грађана Ваљева изгласао је забрану уласка, проласка и задржавања у овај град Жељку Митровићу, власнику ТВ Пинка, и Драгану Ј. Вучићевићу, главном и одговорном уреднику Информера.

## Април 2025.

### Тура до Стразбура

#### 3. април
Дана 3. априла, 80 студената и грађана који подржавају студенте кренуло је бициклима из Новог Сада до Стразбура како би уручило 4 писма институцијама Европске уније и председнику Француске Емануелу Макрону. Путовање Тура до Стразбура имало је за циљ подизање свести о протестима у Србији широм Европске уније. Током путовања од 1300 километара бициклисти су били дочекивани од стране српске дијаспоре у градовима у којима су правили паузе. Бициклисти су пролазили кроз неколико великих европских градова попут Будимпеште (уз присуство градоначелника), Братиславе, Беча и Минхена. 

#### 15. април
Студенти бициклисти су стигли у Стразбур, а следећег дана предали су своја писма упућена Савету Европе, Европском парламенту, Европском суду за људска права као и председнику Француске Емануелу Макрону. Такође су имали састанке са троје евро парламентараца који су их сачекали у Стразбуру и са неколико званичника Европске уније.

### Двонедељна блокада РТС-а и блокада РТВ-а
Од 14. априла студенти у блокади и њихове присталице почели су у акцију блокирања зграда Радио телевизије Србије и Радио телевизије Војводине. Наведено је да су незадовољни извештавањем РТС-а о студентским протестима. Поједини студенти су критиковали РТС да није извештавао о бициклистичкој протестној вожњи до Стразбура, иако је РТС извештавао о овом догађају. Зграда Радио телевизије Војводине у Новом Саду је вандализована графитима и искључен јој је довод гаса. Од блокаде РТВ-а се до наредног дана одустало, те је акценат целе даље акције био на блокади оба студија РТС-а у Београду, Главне зграде и студија у Таковској улици и студија у Кошутњаку Званични захтев који су студенти истакли је да ће блокада трајати све док се не распише нови конкурс за чланове Регулаторног тела за електронске медије ( РЕМ) или док се не угаси Радио телевизија Србије (РТС).
Студенти су током трајања целог периода блокаде, забрањивали и физички блокирали запослене да уђу у зграду РТС-а у Таковској и у студио на Кошутњаку да обављају свој посао, те је РТС емитовао програм са непознате локације. РТС је оштро осудио потезе студената и указао на кршење права и закона Републике Србије као и на контрадикторност потеза студената спрам онога за шта се декларативно залажу.
Непозната лица, објавила су „потернице” са фотографијама уредника РТС-а, које су облепљене на јавним површинама широм града. РТС је осудио овакве акције и упоредио их са најмрачнијим периодом 20. века. Повереник за информације од јавног значаја и заштиту података о личности, Милан Мариновић оценио је да је оваква пракса незаконита и опасна. Новинар Филип Шварм је осудио објављивање фотографија и бројева телефона уредника РТС-а, што је описао као таргетирање људи по радикалском методу. РТС је позвао на реакцију међународних институција и поднео је кривичну пријаву Првом основном јавном тужилаштву у Београду против Н. Н. лица која се представљају као студенти у блокади. Министри Борис Братина и Демо Бериша указали су да протести представљају кршење људских права. Асоцијација спортских новинара југоисточне Европе (СЕЕСЈА) најоштрије је осудила блокаду зграде РТС-а и онемогућавање рада спортским новинарима.
Због студентске блокаде која је настављена и током Васкршњих празника, РТС није био у могућност да реализује традиционални пренос Васкршње литургије, због чега су упутили извињење јавности. Током периода блокаде неки програми нису били реализовани, док су неки реализовани у скраћеном формату, што је евидентно утицало на квалитет програма. На дан када се обележава годишњица бомбардовања РТС-а током Нато агресије 22.априла 1999. године и ратног злочина у коме је погинуло 16 запослених РТС-а, национални емитер по први пут није био у могућности да преноси помен у Ташмајданском парку, због блокаде зграда Јавног сервиса. Ни радницима обезбеђења, блокадери од 24. априла ујутру па готово наредна три дана, нису дозвољавали улазак у зграду, чиме је седиште РТС-а са свом специфичном опремом и документарном филмском архивом од националног значаја  било потпуно незаштићено.
Двадесет и осмог априла 2025. Одбор за културу и информисање Скупштине Србије је, расписао је нови јавни конкурс за чланове Савета РЕМ-а. Студентска блокада РТС-а је након тога обустављена.

#### Контраверзе студентског захтева поводом РЕМ-а и РТС-а
Оно што су поједини аналитичари али и познаваоци функционисања РЕМ-а изнели је да не постоји никаква веза између избора чланова савета Регулаторног тела за електронске медије( РЕМ) и рада Радио телевизије Србије. Будући да РТС нема никакве везе са избором чланова савета РЕМ-а. Члановима РЕМ-а је истекао мандат крајем 2024, те избор нових чланова још није ни био завршен, када су студенти тражили расписивање новог конкурса блокадом РТС-а, притом не тражећи ни промену процедуре и начина избора чланова. Док је током самог конкурса који је незавршен, велики број кандидата одустао. Оливера Зекић, бивша председница савета РЕМ-а, тренутно у функцији портпарола РЕМ-а, изјавила је да је сигурна да 99 одсто студената ни не зна шта је РЕМ, те да би вероватно рекли да је то рок група ( R.E.M). У једном делу јавности, који није наклоњен блокадама намеће се утисак да иза овако формулисаног захтева студената могу стајати неке интересне групе.

## Мај 2025.

### Студенти маратонци у Бриселу
12. маја 2025, група од 21 тркача (20 студената и једна средњошколка), након 18 дана и претрчаних око 1.700 километара стигла је у Брисел, кренувши на овај пут 25. априла из Новог Сада. План овог путовања је био да се трчи штафетно, односно да се студенти поделе у мање групе које ће се смењивати на овој тури, те да се стигне у Брисел на заседање Европског парламента где би се студенти обратили. Ова акција је била наставак акције Тура до Стразбура када су студенти бициклисти предали 4 писма европским институцијама, како би скренули пажњу на сутуацију у Србији.
Студенти су имали преко 50 састанака са европским посланицима из 5 политичких групација, са Мартом Кос, комесарком за проширење Европске уније, Дејвидом Мекалистером, председником спољнополитичког одбора Европског парламента и многи други састанци како су медији известили. Састанци су одржани иза затвoрених врата.
Хрватски посланик у Европском парламенту Стивен Никола Бартулица обратио се лично студентима, који су присуствовали седници европског парламента поруком да је добро што се залажу за европске вредности и да то значи и "признање кривице за све што је Србија учинила Хрватској".

### Блокаде Суда
Због новог продужења притвора, након 60 дана од хапшења новосадске политичке екстремистичке групе са оптужницом Припремање дела против уставног уређења и безбедности Србије у саизвршилаштву из члана 320 став 1 и 2, а у вези са чланом 33 Кривичног законика у вези са кривичним делом Напад на уставно уређење, те позивање на насилну промену уставног уређења, политичке странке и организације којима ухапшени припадају, студенти и зборови грађана у Новом Саду позвали су на блокаду Вишег суда у Новом Саду 14.маја 2025. Блокада главног, службеног и свих споредних улаза Вишег суда у Новом Саду је почела је у четвртак 15.маја 2025. у раним јутарњим часовима, тако да службеници суда нису могли да улазе у Суд. По најави студената и грађана, блокада ће бити непрекидна докле год оптужени не буду пуштени на слободу .
У знак солидарности нишки студенти су блокирали зграду Вишег и Основног суда у Нишу током ноћи, али је током јутра полиција прекинула ову блокаду. Порука коју су нишки студенти послали поводом своје акције путем друштвених мрежа је била „Правда се не моли. Правда се узима. Јуче смо вам у саопштењу упутили позив. Суђење почиње САДА, а ми доносимо пресуду.“ У Београду је испред Палате правде организован протест у трајању од 2 сата.
Министар правде Ненад Вујић оценио је блокаду Суда покушајем да се утиче на судске поступке, те грубим нарушавање принципа владавине права и правне државе,и угрожавањем права гарантованим Уставом. Као посебно опасним истакао је навођење имена поступајућих судија путем друштвених мрежа од стране оних који позивају на блокаде. И тражио од надлежних тужилаштава да хитно реагују по овом питању. Високи савет судства (BCC) саопштио је да се блокадом зграда судова, судијама и свим запосленим онемогућава право на рад, а грађанима право на приступ суду, док се истовремено врши притисак на рад суда.
Известилац Eвропске уније за Србију Тонино Пицула изјавио је још неколико дана пре почетка блокаде Суда да су притворени припадници новосадске екстремистичке групе политички затвореници, те да земља која претендује да буде у Европској унији не сме имати политичке затворенике.
У истој згради се поред Вишег, налази и Основи суд у Новом Саду, Апелациони суд у Новом Саду и Привредни суд у Новом Саду. Овиме је комплетно правосуђе на територији Новог Сада било заустављено. Суд је изјавио да не може да ради у условима блокаде, па самим тим ни да разматра захтев адвоката Апелационом већу за поништење одлуке Вишег суда којим је  продужен притвора за шесторо ухапшених из новосадске групе. С тога су након првих 5 дана блокаде, групе које су блокирале Суд најавиле да ће дозволити улаз запосленима у зграду Суда само у периоду од 7 до 11 часова, како би донели одлуку о пуштању из притвора. А блокаде зграде су се настављале после 11 часова и трајале до следећег јутра у 7. Након прве недеље блокаде, троје притворених је пуштено да се бране са слободе уз одређивање мера електронског надзора, док је за осталих троје другостепени орган вратио предмет на одлучивање првостепеном Суду. Након ове одлуке Председник СНС, Милош Вучевић је најавио да ће позвати све чланове Српске напредне странке да блокирају исту зграду Суда, тражећи да се 4 ухапшена члана СНС који су опужени, по њему за много мање кривично дело, када су напали и повредили студенте у ноћи 28.јануара у Новом Саду, због чега је пала влада, такође пусте из притвора у ком су се налазили већ 4 месеца. Будући да су притисак и блокаде, како је навео,  једини језик који разумеју одређени кругови у правосуђу.Те да је ово показатељ да су одређени делови правосуђа директно укључени у обојену револуцију. Као и да огромна већина грађана сада осећа гађење према онима који су бирани као носиоци судске власти. Александар Вучић је првобитно подржао идеју Милоша Вучевића, уз поруку „ Пуштате терористе и пучисте на слободу, а момке који су само штитили своје просторије држите у притвору 4 месеца“, али је касније променио своју одлуку те убедио Вучевића да се од идеје блокаде одустане, јер би то још више отежало рад Суда .
Блокаде од стране студената, активистичких група и грађана у Новом Саду су настављене све до 28.маја када су после укупно 14 дана блокаде зграде Суда у Новом Саду, преостале 3 притворене особе из новосадске екстремистичке групе, пуштене да се у даљем поступку бране са слободе, уз одређивање мера електронског надзора. Студенти и окупљене активистичке групе грађана су ово прогласили великом победом.
Председник Српске напредне странке Милош Вучевић, назвао је срамотном и скандалозном одлуку Суда да се и преосталих троје осумњичених за рушење уставног поретка пусти на слободу. Те  да  одређене судије „пузе пред блокадерима испуњавајући све захтеве њима и њиховим финасијерима“.

### Захтев за ванредним парламентарним изборима у Републици Србији

#### Предходница догађаја
Са укључивањем студената преко формираних студентских пленума у општи протест и бунт у земљи, који је растао од новембра 2024, студенти су истакли више пута да их политика не занима. Да се ограђују од свих политичких странака и од странака власти и од опозиције. Те да је њихова борба усмерена само на остваривање циљева које су прокламовали и који воде ка утврђивању одговорности за пад надстрешнице железничке станице у Новом Саду. Под паролом која је тада пласирана „ Хоћемо само да институције раде свој посао“ , а не занима нас ко је на власти. Такво изјашњавање као и њихова пожртвована борба, истрајност и спремност на подвиг, донела је велику популарност у широким антирежимским круговима и самим тим их ставила на чело једног опште друштвеног покрета против власти у Србији.
Како је 19. марта 2025. усвајањем оставке премијера Милоша Вучевића престао мандат влади Републике Србије, испред владајуће коалиције била су два пута. Или да Народна скупштина у року од 30 дана изабере нову владу или да се распишу ванредни парламентарни избори. Један део парламентарне опозиција је у јавности тражио да се формира прелазна влада састављена од стране свих парламентарних странка која би била орочена на одређено време са циљем да спроведе услове за одржавање фер избора. С обзиром да је било притужби на регуларност целокупног изборног процеса на предходним изборима. Истовремено, позивајући се на чињеницу да су студенти у том тренутку били окарактерисани као највећа политичка сила у земљи, од стране једног дела „студента у блокади“ јавила се објава у јавности, да је решење у експертској прелазној влади , ороченој на одређени период и састављеној од нестраначких личности, која би испунула студентске захтеве и омогућила фер будуће изборе. Ова идеја је потекла од стране студентских пленума Универзитета у  Новом Саду, врло брзо прихваћена од стране већине студентских пленума Универзитета у Нишу, затим и код већине студентских пленума Универзитета у Крагујевцу, док су студентски пленуми Универзитета у Београду били суздржани. Пленум студената Филозофском факултета у Београду, почетком априла  изнео је у јавност одређене примедбе да овакве идеје захтевају ширу студентску расправу, а да се не смеју одвијати иза одређених кулиса, као и да они одбијају да преко студентских леђа поједици се дограбе политичких функција.
Председник Србије Александар Вучић је јасно поручио свим политичким опонентима да без избора нико не може да дође на власт у Србији. Иако је предлагао крајем предходне године саветодавни референдум, а незванично и могућност ванредних избора као решење за излазак из кризе, очигледна политичка процена је била да  уместо ванредних избора владајућа парламентарна већина изабере нову владу 16.априла, на челу са  др Ђуром Мацутом, чланом „Покрета за народ и државу „ који је предходно формиран. Јасно је било да владајућа парламентарна већина неће попустити пред притиском да преда власт нестраначкој групацији о којој су говорили студенти, те је крајем априла од стране пленума студената у блокади Факултета техничких наука у Новом Саду објављен захтев за ванредним парламентарним изборима.

#### Захтеви за изборима и студентска изборна листа
05. маја и други пленуми осталих факултета и универзитета објединили су се око захтева за ванредним парламентарним изборима и са идејом учествовања на парламентарним изборима са јединственом "студентском листом". Такође, наведено је да сами студенти неће бити на листи, а да ће критеријум за састављање листе бити: да кандидат није студент, да није био члан странака владајуће коалиције, да није функционер опозиционе странке, да није осуђиван на казну дужу од годину дана. Услов је и да се особа истакла у подршци студентском протесту. Систем  усаглашавања кандидата свих факултета би био, по писању одређених опозиционих медија, следећи: од 8. до 14. маја студенти ће контактирати с потенцијалним кандидатима и разговарати с њима, потом ће предати кандидатуре одговарајућим комисијама, па ће се кандидати обратити пленумима студената и одговарати на питања студената, затим ће се дискутовати о кандидатима, да би на крају студентска изборна комисија спровела изборе кандидата. С обзиром да Универзитет у Београду има 31 факултет, Универзитет у Крагујевцу 13, нишки и новосадски по 14, Државни универзитет у Новом Пазару има осам департмана, а високих школа у Србији је 45. Свих 5 Универзитета складно својој величини би добили одговарајући број места на листи од 250 кандидата за Народну скупштину. Имена са студентске листе чуваће се у тајности док се не распишу избори.
Нетранспарентност процеса, сумња у демократичност одлучивања и брзина састављања листе у предходно наведеном сложеном процесу, о ком студенти немају искуства, довела је до става и од стране аналитичара блиских властима али и од стране неких опозиционих политичара, који подржавају студентске протесте, да ће оваква листа бити плод „страног инжињеринга“, oдносно да ће одређена персонална решења бити наметнута студентима. Опозиционе странке које су подржале расписивање ванредних избора су: Зелено-леви фронт, Демократска странка (ДС), Еколошки устанак, Крени-промени, Покрет слободних грађана. Народни покрет Србије се и пре студентских захтева залагао за ванредне изборе. Док су поједине странке попут Странке слободе и правде (ССП) инсистирале прво на побољшању изборних услова. Ми -глас из народа и Нова Демократска странка Србије су истакле да студенти постају политички субјект и да треба да се изјасне о политичким ставовима.
Студентски протестни скуп и шетња заказани за петак 30. мај у Београду били су посвећени захтеву за расписивање ванредних парламентарних избора. Овиме је отпочео нови талас протеста са јасним захтевом - ванредни избори за Народну скупштину Републике Србије, на које би студенти изашли са својом изборном листом кандидата за народне посланике. Студенти су такође најавили да ће се током наредног викенда 30. маја и 01. jуна одржати протестнa окупљања у 32 града у Србији на којима ће бити прочитан исти текст захтева, да власт распише ванредне парламентарне изборе. Највише позива предходних дана путем друштвених мрежа било је да демонстранти из других градова дођу на митинге у Пожаревац (01. јун) и Шабац(31. мај). У Београду је у недељу 01. јуна од стране студената и протестаната на неколико сати блокиран мост Газела и Бранков мост.
Током маја месеца од значајнијих окупљања одржани су и целодневни протестни скупови са организованим програмом под називом „Север зове" у Суботици 17. маја, „Задњи воз за Чачак“ у Чачку 20. маја и „Слобода долази са истока“ у Зајечару 24. маја. Новосадски зборови грађана су у више наврата организовали блокаде улица на 30 локација широм града, захтевајући изборе за месне заједнице. Неколико зборова грађана у Крагујевцу је 10. маја организовало протест, позивајући власти да поправе запуштени локални надвожњак. Матуранти Земунске гимназије саопштили су 11. маја да су физички блокирали школу због непоштовања договора о завршетку школске године, који је, тврде, усвојен на наставничком већу. Одлука о блокади донета је на пленуму ученика одржаном истог дана.

## Јун 2025.

### 8. јун
Одржани су редовни локални избори у Зајечару и Косјерићу. Велики број студената, грађана и опозиционих лидера је током изборног дана боравило у Зајечару и Косјерићу, како би одбранили изборну вољу грађана у случају изборне крађе. Након што су опозиционе листе, подржане од стране студената у блокади, прогласиле победу неколико сати након затварања бирачких места, испред Председништва у Београду су се окупили грађани како би прославили победу. Александар Вучић је такође прогласио победу владајуће странке. Касније је Републичка изборна комисија објавила прелиминарне резултате избора на којима су листе СНС-а однеле победу. Посматрачка мисија Црте оценила је да су избори у оба места одржани у недемократским условима. Уследиле су жалбе опозиционих изборних листа на неправилности током гласања. На једном бирачком месту у Косјерићу је дошло до понављања избора 1. јула.

### Факултет на раскрсници
Неформална група универзитетских радника „Побуњени универзитет” позвала је на акцију Факултет на раскрсници. „Побуњени универзитет”  је путем медија и друштвених група позвао студенте да се од 9. јуна прикључе блокади раскрснице Немањине улице и Улице кнеза Милоша у Београду, испред зграде Владе Републике Србије. Блокада је непрекидно трајала 17 дана, до 26. јуна, када су организатори навели да се прикључују студентском протесту најављеном за 28. јун 2025.
Захтеви организатора акције су били :
1.      Укидање радне групе за израду предлога новог Закона о образовању.
2.      Укидање Уредбе о смањењу броја радних сати за научно-истраживачки рад.

3.      Одобравање уписних квота за факултете у наредној школској години.
Предходни догађаји: Влада Републике Србије је током протеста утврдила однос наставног и научно-истраживачког рада на факултету у односу 80: 20, за делатности које се финансирају из буџета. С обзиром да је наставни рад током месеци протеста изостао, а да су наставно-научна већа и управе факулета подржале студентске блокаде рада факултета, Влада Републике Србије је обуставила исплату дела зарада запослених која се односи на наставни рад, док се не успостави процес наставе. Наведено је и да ће неисплаћене зараде бити реализоване како се буде одрађивала надокнада наставног процеса. Одлуком владе формирана је радна група која треба да ради на предлогу новог Закона о образовању. За председника радне групе именован је министар образовања Дејан Вук Станковић, а за члана радне групе именован је проф Владан Ђокић, ректор БУ, који се истакао у подршци студентском протесту. Квоте за упис нових студента за наставну годину 2025/2026, најављено је да неће моћи бити одобрене од владе у јуну, када су факултети то тражили, јер је због ситуације на факултетима потпуно неизвестан завршетак текуће школске године, те постоји реална опасност да ће се цела текућа факултетска година морати поновити, а у таквим условима није могуће извршити пријем нових студената, истакао је министар образовања.
За исти дан када је најављен почетак блокаде раскрснице од стране групе „Побуњени универзитет“ био је заказан састанак Председника владе Ђуре Мацута и ректора Универзитета у Београду Владана Ђокића. Након састанка наведено је  да је постигнут договор о  предстојећим активностима на основу којих ће у наредном периоду, Влада и БУ предузимати све активности неопходне за организацију пријемног испита за упис нове генерације бруцоша, који је планиран да се реализује у последњој недељи јула 2025.године. Те активности подразумевају да факултети отпочну план надокнаде наставе, хибридни  модел наставе који подразумева он-лајн предавања. Што је последња шанса,  да се факултетска година спаси и приведе крају, како би влада могла да одобри нове квоте за упис. Дана 11.јуна влада је ставила ван снаге Уредбу о формирању радне групе за предлог Новог закона о образовању. Окупљени око блокаде су изразили став да остају на раскрсници коју блокирају без прекида, до испуњења њихових захтева. Као и да су ту због одбране „слободе и аутономије факултета“ што желе да истакну слоганом „Факултет на раскрсници“.
Иако је ова блокадна акција окупила мали број учесника, раскрсница београдских улица Немањине и Кнеза Милоша је једна од главних саобраћајница у центру града, те је ова блокада изазвала значајне саобраћајне гужве и промене линија градског превоза. Блокада је након 17 дана, званично завршена 26.јуна. Како су организатори истакли, први захтев за укидање радне групе је " делимично испуњен" , за трећи захтев у вези уписних квота на факултете " има назнака да ће бити испуњен", док за други захтев у вези Уредбе "да се још увек третира као нешто што треба замрзнути а не укинути".

### Протест на Видовдан

#### Претходница догађаја
Од половине јуна месеца студенти су позивали људе из целе земље да дођу на најављени велики протест који су планирали у Београду на Видовдан 28.јуна. Ово је био покушај да се понови масовност окупљања од 15.марта.Реторика која је често коришћена приликом позивање на Видовдански протест, путем објава на друштвеним групама, била је заснована на Косовском боју, Косовском завету, „борби против Мурата“, поређењем Александра Вучића и/или његовог режима са Муратом и сл. Посебно је такав наратив од јавних личности пласирао професор Јово Бакић у својим говорима. Чиме су они који су пласирали овакве пароле желели да дају "епски" значај најављеном протесту.
За Видовдан је уједно предходно био најављен у Београду скуп присталица Александра Вучића, на којем је требало да се представи ванстраначки покрет „Покрет за народ и државу“, али како би се избегли сукоби , председник Србије Александар Вучић је најавио да ће скуп „Покрета за народ и државу“ бити одложен или одржан у неком другом граду, док ће „Студенти који хоће да уче“ одржати књижевно веће посвећено Видовдану у простору њиховог кампа.
24.јуна студенти у блокади послали су ултиматум Влади Републике Србије у виду званичног отвореног писма у коме су тражили да се до 28.06.2025. до 21 час, распишу ванредни парламентарни избори у Србији и да се прекине „наводно пријављени“ скуп у Пионирском парку и на Тргу Николе Пашића, односно да полиција уклони камп „Студената који хоће да уче“ у Пионирском праку и на Тргу Николе Пашића. Те да уколико се до датог рока ово не испуни, грађани ће предузети „све постојеће мере грађанске непослушности“. Уједно су упозорили да ће на скупу 28.06. бити велики број незадовољних грађана, чије даље кораке не могу да предвиде након завршетка званичног скупа.
25.јуна припадници Министарства унутрашњих послова, Управе криминалистичке полиције, Службе за сузбијање криминала, Службе за борбу против тероризма и полицијских управа у Ужицу, Чачку и Крагујевцу, у сарадњи са Безбедносно-информативном агенцијом, а по налогу Вишег јавног тужилаштва у Београду, ухапсили на више локација на територији Србије, шест особа, због постојања основа сумње да су извршили кривично дело припремање дела против уставног уређења и безбедности Србије, у вези са кривичним делом позивање на насилну промену уставног уређења. "Сумња се да су се они, 21. јуна, састали у једном хотелу у Краљеву у циљу планирања насилне промене власти у Републици Србији и договарали нападе на представнике државних институција, физичке нападе на припаднике полиције у циљу разоружавања, насилне упаде у зграду Владе Републике Србије и друге институције, као и медијске куће Радио телевизију Србије, „Хепи“ и „Информер“,а све уз најаву да ће употребити ватрено оружје", саопштио је МУП. Међу ухапшенима је и Иван Матовић, локални опозициони политичар и активиста из Краљева, код ког је приликом хапшења у аутомобилу пронађен пиштољ са избрушеним серијским бројем, док је код другог ухапшеног пронађен самострел. У оквиру ове групе, ухапшен је и Новица Антић , некадашњи председник Војног синдиката Србије.Истог дана на телевизијама Б92, Прва, Пинк, Тв Хепи и Информер, емитовано  је неколико аудио снимака разговора припадника ове групе, који поврђују оптужбе МУП-а, као и њихов планирани ангажман на протесту у Београду на Видовдан. Уједно емитовани су и аудио снимци са студенстких пленума одржаних на неколико факултета на којима се предлажу и разматрају разне насилне акције како на сам дан Видовданског протеста тако и у наредном периоду.

#### Протестна дешавања
Дан пред скуп студенти су објавили сатницу и локацију одржавања скупа. Трг Славија са почетком у 18 часова. Програм ће садржати : одржавање 16 минута тишине, интонирање химне, неколико блокова студентских говора, говора гостију, извођење песама, додела симболичних награда и последњи позив Влади Србије у 21 час. Завршетак скупа је планиран у 21:20 . Уједно послата је порука грађанима „ да имају зелено светло“. Дељења су бројна обавештења како поступити у случају дејства сузавца као и у случају привођења или легитимисања од стране полиције. Политичке стране ДС и СДС су објавиле адресе својих просторија као сигурне зоне на које се протестанти могу склонити, као и бројеве телефона својих позивних центара, путем којих ће нудити бесплатну правну помоћ грађанима који буду ухапшени.
Сам скуп је окупио велики број грађана, те је био попуњен целокупни Трг Славија у Београду као и околне улице и булевари, који се пружају ка кружном току на Славији. По проценама невладине организације Архив јавних скупова , cкуп на Видовдан је окупио око 140.000 људи, док је процена скупа од стране МУП-а била око 36.000. Са бине на Славији су говорили проф др Владан Ђокић, ректор Универзитета у Београду, проф др Мило Ломпар проф Филолошког факултета, Дејан Бодирога,кошаркашки ас , Драган Јовановић, глумац , Момчило Трајковић, некадашњи политичар са Космета, ратни ветерани, еколошки активисти и више представника студената. Приликом завршетак скупа након 21:20 студенткиња са бине је објавила    „ Да ово није више студентски скуп“ те је на даље поручено окупљеним грађанима „Ми вам нећемо рећи шта да радите. Народ треба да бира. Вођени савешћу, узмите слободу у своје руке...“ Уједно поновљена је порука грађанима да имају "зелено светло".
Након тога један део окупљених протестаната кренуо из два правца из Улице кнеза Милоша и Булевара краља Александра ка Пионирском парку, са циљем уклањања ограђеног простора (кампа) који већ месецима заузима група окупљена око „Студената који хоће да уче“. На прилазима овом простору стајали су јаки кордони Жандармеријe, интервентних јединица и Полицијске бригаде за разбијање демонстрација. Дошло је до првих сукоба, бацања каменица и ударања моткама по полицији. Полицијске јединице су уз помоћ сузавца и применом силе успеле без већих проблема да потисну обе групе, те су до поноћи све активности демонстраната у центру Београда биле завршене. Министар унутрашњих послова Ивица Дачић изјавио је након протеста да је повређено је 48 припадника полиције, од тога 1 теже. По подацима доступним из медицинских установа 22 лица је потражило помоћ након протеста, од тога 2 са тежим повредама. Приведено је 77 особа током протеста, а задржано њих 38. Те да ће против 35 особа бити поднете кривичне пријаве,а против 26 прекршајни поступак.Политиколог и антирежимски аналитичар Бобан Стојановић у специјалној емисији на N1 посвећеној праћењу дешавања на дан протеста, изјавио је да је јасно да су студенти окупили велики број људи, онда скинули редарске прслуке и поручили "хајте ви сада урадите нешто". 

### Блокаде саобраћајница по Србији

#### 29. јун
По налогу ВЈТ у Београду ухапшено је 6 лица за које се из саопштења ВЈТ "сумња да су 20. јуна 2025. године у просторијама Електротехничког факултета и 21. јуна 2025. године у просторијама Грађевинског факултета у Београду, поред осталог, договарали и припремали напад на државне институције, блокаду путева и круцијалну инфраструктуру на територији целе државе, како би насилним путем променили државни поредак. Такође, на састанку у просторијама Грађевинског факултета у Београду је, како се сумња, потврђено да је "ултиматум" за одржавање избора само изговор за примену насиља ". Осумњиченима је одређено задржавање до 48 сати у ком року ће бити приведени на саслушање.
Ово је довело до протеста и блокаде улице испред Палате правде у Београду, а истог дана студенти Пољопривредног факултета организовали су блокаду саобраћаја у Земуну, у чему су им се прикључили грађани Земуна, блокиравши више раскрсница у самом центру Земуна. За блокаду су коришћене жичане ограде, контејнери и гуме. 
Овиме је отпочео таласа блокада у различитим деловима града, који се проширио и на друге градове. До краја дана забележене су блокаде на преко 25 локација у Београду, укључујући мост Газелу, на преко 15 локација у Новом Саду и преко 30 других блокада у другим градовима у Србији.  

#### 30. јун
Полиција је у јутарњим часовима уклонила блокаде и омогућила саобраћај у понедељак ујутру. Међутим блокаде су настављане на многим локацијама током дана. Чим би се полиција опремљена за разбијање демонстрација повукла након извршене деблокаде, протестанти су се враћали и поново отпочињали блокаде саобраћајница.  Студенти су позвали грађане на " грађанску непослушност" и објавили водич за "децентрализовани контролисани хаос" (ДКХ) како су назвали ову акцију. Организацију локалних блокада саобраћајница преузели су зборови грађана.

## Јул 2025.

#### 06. јул
У 20.55 у Ужицу, око 350 грађана пробили су кордон полиције, изашли на државни пут,  тачније магистралу  која води од Пожеге ка Златибору, навео је  МУП у саопштењу. Након издатог упозорења да се склоне, а потом и наређења, исти су се оглушили и сели на коловоз, додаје МУП у саопштењу. Ради успостављања нормалног одвијања саобраћаја, јединица Жандармерије и припадници ИЈП су брзом и ефикасном акцијом склонили окупљене грађане, чиме је и успостављен саобраћај. Полицијски службеници раде на идентификацији грађана који су блокирали саобраћај, ради процесуирања.
Те вечери ухапшене су 2 особе, а грађани су се одмах окупили испред полицијске станице.

#### 7. јул
У Ужицу је одржан велики грађански протест који је окупио грађане Ужица, Пожеге, Косјерића, Чачка, а који су након одређеног времена успели да пробију кордон полиције и Жандармерије и успели су да блокирају  магистрални пут који од Ужица води ка Златибору. Након заузимања магистрале од стране већег броја грађана, велике снаге полиције су се повукле. У наредном периоду ухапшено је још 7 особа због оптужби за насилничко понашање.  

#### 13. јул
Због одређивања притвора од 30 дана ухапшенима активистима у акцијама блокада у Ужицу, одржан је велики протест уз присуство демонстраната из целе земље. Скуп је одржан под називом " Србијо, Ужице те зове", а између осталог на скупу је  говорио проф Владан Ђокић, ректор Универзитета у Београду. Скуп је протекао мирно, а блокирана је опет магистрала ка Златибору, при чему полиција овај пут није интервенисала.  Наредног дана , Суд у Ужицу усвојио је жалбе те укинуо притвор ухапшенима. 

#### 14.јул
Правни факултет у Новом Саду је организовао је полагање испита на Новосадском сајму, због немогућности да се одблокира зграда факултета. Због позива група у блокади да се окупе испред сајма, полицијски кордон је стајао испред и обезбеђивао улазак студентима који су дошли да полажу испите. Мање групе окупљених грађана и студената у блокади првих дана су негодовале, добацивале и звиждале професорима, студентима који су дошли на испит, као и родитељима који су допратили студенте. Док је, како је саопштено 1261 студент је пријавио полагање испита током рока од 2 недеље.
Демонстранти у Новом Саду, на позив зборова грађана и студената у блокади, окупили су се испред зграде у којој живи Милош Вучевић, председник СНС и бивши премијер Републике Србије. Разлог је био што је Основни суд у Новом Саду, а након Акта о аболицији потписаног од стране Александра Вучића, председника Србије, званично обуставио поступак против четворице активиста ове странке који су окривљени за пребијање студентикње у ноћи 27/28 јануар. Што је био  и повод да Вучевић поднесе оставку на место премијера 28.јануара. Одлазак протестаната на кућну адресу Милоша Вучевића, осудили су председник Србије, председник владе, председница Народне Скупштине, градоначелник Новог Сада и др.  Вучевић је изјавио да се ни он ни његова породица нису уплашили, " иако је то био позив на насиље и крв", "те да ће их још јаче критиковати и борити се". Као и "да су за све заслужни блокадерски медији који пумпају и позивају на линч".

#### 16.јул
Демонстранти у Новом Саду су се у вечерњим часовима окупили испред зграде у којој живи градоначелник Новог Сада,  Жарко Мићин, протестовали стварањем буке, дувањем у вузеле и пиштаљке, као и узмениравањем укућана ласерским зрацима. Заглавили су чачкалицом звоно на интерфону, а неко од демонстраната је доша до стана и узео отирач за ноге на ком је писало породица Мићин, те су након тога присутни на протесту испред зграде позивани да симболично бришу ноге и газе по том отирачу. Овакав "перформанс" је изазвао бројне реакције у јавности, посебно због чињенице да поред градоначелника Мићина у стану живе и његове две мале кћерке. Мићин је касније изјавио да му није јасно жбог чега је он таргетиран од стране новосадских протестаната када он никакве везе нема са случајем пада надстрешнице железничке станице нити је тада био градоначелник. Да се не плаши за себе, али да брине због своје 2 малолетне кћерке. 
24. јул
24. јула одржао се протест у Ваљеву против компаније Рио-Тинто и копања литијума, да би се након протестне шетње градом демонстранти зауставили код страначких просторија СНС-а, где су на прозоре лепили анти-режимске плакате. Као одговор, са  првог спрата зграде у којој се налази СНС одбор, присталице владајуће странке са отворених прозора почеле су да гађају окупљене грађане јајима, пластичним флашама са водом и другим предметима, што је изазвало велики гнев међу демонстрантима. Као одговор на то демонстранти су почели да разбијају и уништавају прозоре и врата страначког одбора. У једном тренутку полиција је интервенисала и спречила даље инциденте, а сам протест се завршио недуго потом.

## Август 2025.

### Ескалација уличног насиља

#### 12. август
Током протестног скупа у Врбасу и Бачкој Паланци, демонстранти су се у вечерњим сатима окупили испред просторија Српске напредне странке. Дошло је до сукоба, у ком су присталице СНС испред својих просторија гађале демонстранте пиротехничким средствима укључујући и ватромет, флашама са водом, леденицама и камењем. Полиција је интервенисала формирајући кордоне како би спречила директан сукоб две групе грађана. У Врбасу је повређено 16 полицајаца, а како је изјавио директор полиције Драган Васиљевић, до смиривања је дошло тек у раним јутарњим сатима, као и да је сукоб у Врбасу и био катализатор за окупљања испред просторија СНС и у другим општинама, али да је полиција брзо реаговала и спречила даље сукобе.

#### 13. август
Студенти у блокади позвали су грађане да у 20 часова изађу на улице, због напада у Врбасу и Бачком Петровцу. На свом Инстаграм налогу објавили су преко 30 локација широм Србије, а од локација су навођене просторије СНС и полицијске управе. На окупљања су позивали и зборови грађана из више градова.
Испред многих одбора Српске напредне странке окупиле су се њихове присталице како би бранили своје просторије. Александар Вучић обратио се окупљеним члановима СНС испред просторија у Улици кнеза Милоша у Београду, док је председник странке Милош Вучевић посетио окупљене чланове испред просторија у Новом Саду. До највећих инцидената дошло је у Новом Саду и Београду. На Новом Београду у близини просторије главног одбора Српске напредне странке, окупљени демонстранти су гађали полицију те је дошло до испаљивања сузавца.
У Новом Саду је дошло и до директног сукоба две групе грађана, а испред просторија СНС дошло је и до пуцња у ваздух, како би се одбила маса која је нападала. Како је на конференцији за медије сутрадан саопштила Војнобезбедносна агенција, пуцао је припадник специјалне јединице Кобре који се налазио у обезбеђивању штићеног лица, како би одбио напад на себе и своје колеге. Министар унутрашњих послова Ивица Дачић на конференцији за медије изјавио је да је повређено 27 припадника полиције, те да је поднето 47 прекршајних и 5 кривичних пријава, и позвао је на мир као и да се престане са одласком испред политичких странака и приватних адреса људи који другачије мисле. Председник СНС Милош Вучевић изјавио је да су у Новом Саду блокадери покушали да убију чланове Српске напредне странке.

#### 14. август
Више јавно тужилаштво у Београду затражило је идентификацију и привођење свих лица која су учествовала у немирима и нападима на полицију претходне вечери. Сукоби су настављени у вечерњим часовима, новим позивом на окупљања демонстраната широм Србије под називом „Вечерас пуцате по шавовима”. Окупљања су се десила у више градова у Србији, а највећи инциденти су опет забележени у Београду на неколико локација, где је дошло до сукоба са полицијом, као и у Новом Саду где су уништене просторије СНС које овај пут нису биле чуване.
Министар унутрашњих послова Ивица Дачић, изјавио је да је током те ноћи повређено 75 полицајаца, те да су нападачи за напад на полицију користили пиротехничка средства, мотке и разне друге предмете. Указао је да ниједна интервенција није почела, пре него што је полиција нападнута. Приведено је 114 лица и поднете су 34 прекршајне и 28 кривичних пријава. Уједно је истакао да је и троје страних држављана ухапшено који су учествовали у нередима. Један је држављанин Хрватске, који је истог дана ушао у Србију. Други је држављанин Словеније српског порекла, који је дошао заједно са поменутим држављанином Хрватске, и за ког је Дачић рекао да је завршио студије безбедности у САД, живео у Кини и хвалио се учешћем у демонстрацијама широм Европе. Трећи је био држављанин Италије, на привременом раду у Србији у оквиру компаније Microsoft.

#### 15. август
У медијима су се појавили снимци из Ваљева, на ком велика група полицајаца удара најмање 2 младића који леже на земљи током нереда претходне вечери. Како је појашњено од стране адвокатице ухапшених, радило се о малолетном лицу. Заштитник грађана Зоран Пашалић одмах је покренуо поступак оцене законитости и правилности рада МУП-а, Управе полиције и Полицијске управе за Ваљево.
Путем канала на друштвеним мрежама студената у блокади позвани су грађани да се увече поново окупљају по градовима у Србији, најављујући локације и сатнице окупљања. У Београду су 2 групе демонстраната, једна окупљена на раскрсници испред Владе Републике Србије и друга која је касније као појачање дошла пешке са Новог Београда, свака састављена од пар хиљада људи, покушале да приђу са различитих страна просторијама СНС које се налазе у Улици кнеза Милоша. Испред просторија се налазила знатно мања група присталица странке која је обезбеђивала просторије, спремна да се сукоби са нападачима. Полицијски и жандармеријски кордони су се постројили и нису дозволили пролаз демонстрантима који су желели да се споје испред просторија странке. Након покушаја убеђивања полиције да се склони са пута демонстрантима, дошло је до напада пиротехником (петардама и ватрометом) на полицију, што је изазвало интервенцију. У нередима је повређено 6 припадника полиције, а ухапшено је 37 лица.

#### 16. август
На друштвеним мрежама кружиле су информације да је малолетни младић који је пребијен у Ваљеву преминуо или да му се лекари боре за живот. Ове наводе је оштро демантовао министар здравља Златибор Лончар. Грађани су од стране студената у блокади позивани на нова вечерња окупљања по градовима, са тачним локацијама и сатницама, а посебно је позивано на окупљање у Ваљеву, где се очекивао долазак демонстраната из других градова. Опет је дошло до сукоба са полицијом на многим местима, као и покушајима напада на просторије Српске напредне странке. Најдраматичније је било управо у Ваљеву, где су током ноћи запаљене просторије Српске напредне странке и где је дошло до разбијања градске управе. Повређен је 1 полицајац а 18 лица је приведено.

#### 17. август
Председник Републике Србије Александар Вучић у свом обраћању упозорио је да, уколико не буду предузете одлучније и снажније мере против насиља на улицама, доћи ће тренутак када ће неко бити убијен. „Све друго су већ урадили. Остало је само да почну да убијају. И нисам претарао, ја вам кажем, питање је дана када ће се то догодити. Буквално је питање дана када ће да крену да убијају отворено на улици”, истакао је у обраћању Вучић, говорећи како је Србија у опасности.
Протести су одржани у многим већим градовима.